# Трясунка средняя
Трясу́нка сре́дняя (лат. Briza média) — многолетнее травянистое растение, вид рода Трясунка (Briza) семейства Злаки, или Мятликовые (Poaceae), типовой вид этого рода.
Кормовое растение для скота. Засушенные соцветия-метёлки используют для создания сухих букетов.

## Название
Русское народное название трясунки средней — «змейка», «кукушкины слёзки», «богородицыны слезы». Образ слёз, присутствующий в фитонимах, объясняется особенностями строения раскидистого сложного соцветия, которое похоже на капли, висящие в воздухе. Подобное народное название имеет растение и в испанском языке — Lágrimas de la Virgen María («Слёзы Девы Марии», «Слёзы Богородицы»). В русскоязычной литературе по садоводству растение иногда называют «бризой средней».

## Распространение
Трясунка средняя распространена в Скандинавии, Средней и Атлантической Европе, северной части Средиземноморья. Растение встречается в большинстве районов Средней полосы России.
Растёт на лугах различного типа (пойменных, суходольных), в разреженных лесах, на лесных полянах и опушках, а также на нарушенных землях, связаных с жизнедеятельностью человека, — вдоль дорог и канав.

## Ботаническое описание

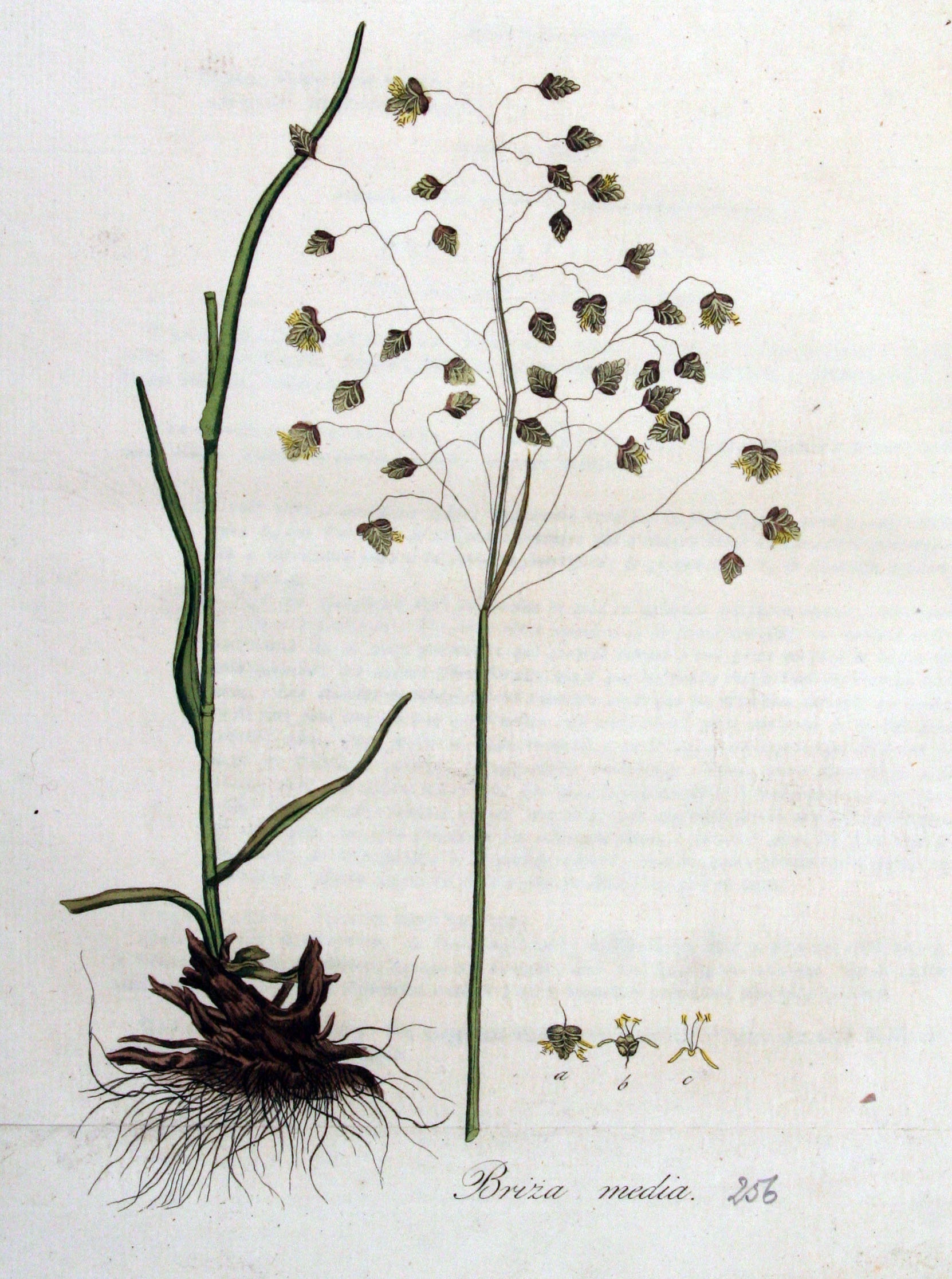
Briza media. Ботаническая иллюстрация Яна Копса из 4-го тома Flora Batava (1822)

Многолетнее травянистое растение высотой от 20 до 50 см.
Корневище короткое.

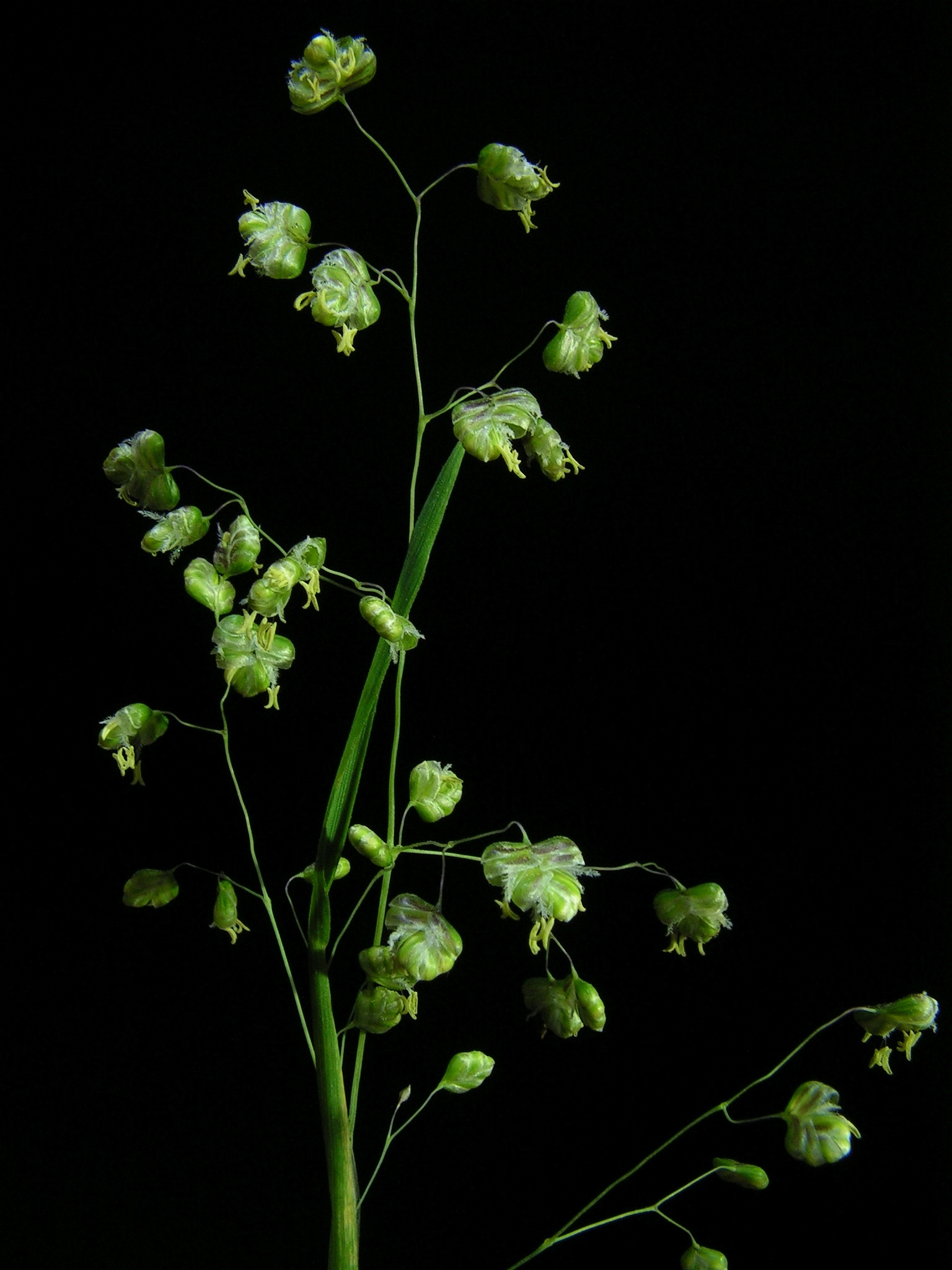
Трясунка средняя, общее соцветие. Видны тычинки, далеко высовывающиеся за пределы колосков

Соцветие — сложное: широкораскидистая метёлка длиной от 5 до 12 см. Ось и веточки соцветия покрыты рессеянными шипиками либо почти гладкие. Частное соцветие — колосок, сжатый с боков, округлой или широкояйцевидной формы, поникающий на тонких веточках. Во время цветения колосок имеет розовато-фиолетовый оттенок. Нижние цветковые чешуи в нижней части спинки колоска округлые (равномерно закруглённые), без киля (выступающего горбика).
В Средней полосе России цветёт в мае—июне, плодоносит в июле—августе.
Число хромосом: 2n = 14.

## Значение и применение
Трясунка средняя считается кормовым растением среднего достоинства. Хорошо поедается скотом, особенно овцами. Выносит выпас и стравливание.
По наблюдениям в Кабардино-Балкарии поедается западнокавказским туром (Capra caucasica).
Сено (в абсолютно сухом состоянии в процентах) содержит 7,8 золы, 8,4 протеина, 2,9 жира, 34,8 клетчатки, 46,1 БЭВ.
Засушенные соцветия-метёлки используют для создания сухих (зимних) букетов — флористических композиций из сухих элементов растительного происхождения.

## Синонимы
По информации базы данных The Plant List (2013), в синонимику вида входят следующие названия:
- Briza anceps L. ex Munro
- Briza australis Prokudin
- Briza elatior Sibth. & Sm.
- Briza elatior var. australia (Prokudin) Tzvelev
- Briza elatior var. australis (Prokudin) Tzvelev
- Briza lutescens Foucault
- Briza media var. albida Lej.
- Briza media var. alpestris Beck
- Briza media var. dublanensis Zapal.
- Briza media subsp. elatior (Sm.) Rohlena
- Briza media var. elatior Griseb.
- Briza media var. gracilenta Podp.
- Briza media var. gracilior Spenn.
- Briza media var. gracilis Podp.
- Briza media var. horakii Rohlena
- Briza media f. intermedia Zapal.
- Briza media var. lutescens Bréb.
- Briza media var. lutescens (Foucault) Ducommun
- Briza media var. major Peterm.
- Briza media f. murrii Soó
- Briza media var. nivea T.Bastard
- Briza media var. pallens Boreau
- Briza media var. pallescens Döll
- Briza media f. pauciflora (Schur) Asch. & Graebn.
- Briza media var. pauciflora (Schur) Asch. & Graebn.
- Briza media f. pilosa (Schur) Ghișa
- Briza media var. pilosa (Schur) Asch. & Graebn.
- Briza media f. pumila Junge
- Briza media f. repens (Roth) Ghișa
- Briza media var. repens Roth
- Briza media var. serotina H.C.Hall
- Briza media var. stolonifera Schur
- Briza media f. umbrosa Peterm.
- Briza media var. violacea Ducommun
- Briza media var. virens Gray
- Briza pauciflora Schur
- Briza pilosa Schur
- Briza serotina (H.C.Hall) Dumort.
- Briza tremula Lam.
- Briza viridis Pall. ex Steud.
- Poa media (L.) Cav.